# Витязь Янош
«Витязь Янош» (угор. János vitéz) — епічна поема, написана угорською мовою Шандором Петефі. Вона була написана в 1844 році і відрізняється своєю довжиною, 370 чотиривіршами, розділеними на 27 розділів, і грою слів. Це історія про молодого пастуха, який змушений покинути свій дім і зазнає фантастичних пригод у пошуках свого справжнього кохання. Петефі черпав натхнення з «Одіссеї» Гомера.
Поема набула величезної популярності в Угорщині і визнаний класикою угорської літератури. У 1904 році Понграц Качо адаптував його до популярної опери, а в 1973 році Марцель Янкович — до анімаційного повнометражного фільму «Витязь Янош», першого подібного фільму в Угорщині.

## Сюжет
На кукурудзяному полі селянин знаходить хлопчика-немовля. Отримавши ім'я Янчі (зменшувальне від Янош), хлопчик виростає і стає чабаном. Він закохується у дівчинку-сироту Ілушку, яку виховує заздрісна мачуха (потім вона виявляється до того ж відьмою). Янош та Ілушка сподіваються одружитися, але одного разу, коли вони проводять час разом, приходить мачуха. Поки Янош заступається за кохану, вівці губляться. Господар отари виганяє Яноша з села. Той прощається з Ілушкою та йде світ-заочі.
Янош натрапляє на лігво розбійників і спалює його, відмовившись від спокуси забрати награбовані ними скарби. Потім приєднується до загону гусарів, які прямують до Франції, щоб допомогти у війні проти турків. Гусари подорожують з Угорщини до Франції за фантастичним маршрутом, який включає Польщу, Тартарію, Венецію, Індію та Монголію.
Вони прибувають саме вчасно, щоб допомогти в битві. Янош рятує французьку принцесу з полону та вбиває турецького ватажка. Король за це пропонує йому одружитися з принцесою та успадкувати трон. Але Янош відхиляє пропозиції, розповідаючи королю про своє кохання до Ілушки. Король приймає таке рішення гусара й віддячує йому золотом, а також дає Яношу титул витязя. Далі Янош розповідає королю про своє дитинство та пригоди.
Янош повертається до Угорщини на кораблі. Буря топить корабель, але витязь рятується, втративши більшу частину золота. Йому вдається осідлати грифона й дістатися додому. Але до того часу Ілушку заморила голодом жорстока мачуха. Витязь відвідує могилу коханої та зриває там троянду на пам'ять про Ілушку. Він вирушає на пошуки пригод, щоб здійснити якийсь славетний подвиг.
Досягнувши Країни Велетнів, населеної як велетнями, так і гігантськими тваринами й рослинами, Янош убиває їхнього пихатого короля. Інші велетні присягають йому на вірність і просять очолити їх. Витязь відмовляється, але отримує в подарунок чарівний ріг, здатний прикликати велетнів будь-куди, якщо засурмити в нього. Пізніше Янош потрапляє в Країну Темряви, де живуть злі відьми. Він ховає їхні мітли та викликає велетнів і зауважує, що одна з відьом — це мачуха Ілушки. Велетні та Янош убивають чаклунок, а мачуху прикінчують останньою. Відтоді в Країні Темряви починає світити сонце.
Уникнувши зграї привидів на старому кладовищі, Янош дістається до краю світу. Завдяки допомозі велетня, що несе витязя на плечах, Янош перетинає океан і опиняється на острові в Країні Фей. Велетень боїться йти далі, бо острів охороняють чудовиська. Янош перемагає їх усіх і входить до прекрасної країни, схованої за трьома брамами. Там завжди весна, безсмертні феї не потребують їсти й пити, вони завжди радісні. Попри красу цього місця, Янош не бути щасливим без Ілушки, тому задумує втопитися в озері, але спершу кидає туди троянду. Та в озері міститься Вода життя, тож з троянди постає воскресла Ілушка. Янош та Ілушка одружуються, і феї проголошують їх своїми королем і королевою. Вони живуть довго і щасливо.

## Адаптації
- «Витязь Янош» (1973) — анімаційний фільм Марцеля Янковича.

## Видання українською
- Шандор Петефі. Витязь Янош. Повість у віршах; пер. з угор. Ю. Шкробинець. Київ: Веселка, 1972. 82 с.
- Шандор Петефі. Витязь Янош/János vitéz (двомовне видання); пер. з угор. Ю. Шкробинець. Ужгород: Всеукраїнське державне видавництво «Карпати», 2024.